# Pazo de Fonseca
El pazo de Fonseca, palacio de Fonseca, Colegio de Fonseca o Colegio de Santiago Alfeo (su nombre original), es un edificio de la ciudad de Santiago de Compostela, perteneciente a su Universidad.
En el siglo XVI fue el núcleo inicial donde el arzobispo Alonso III de Fonseca reunió los studia antes dispersos, utilizando el espacio de su antigua casona familiar. Fue construido con trazas de Juan de Álava, que supervisó Alonso de Covarrubias, continuándose la construcción entre 1522 y 1544 por Alonso de Guntín y Jácome García. La fachada es posterior, acabada en 1688 por Diego de Romay.
En 2015, en la aprobación por la Unesco de la ampliación del Camino de Santiago en España a «Caminos de Santiago de Compostela: Camino francés y Caminos del Norte de España», España envió como documentación un «Inventario Retrospectivo - Elementos Asociados» (Retrospective Inventory - Associated Components) en el que en el n.º 928 figura el Colegio universitario Fonseca o Santiago de Alfeo.

## El edificio
Su fachada, en dos cuerpos, es de estilo plateresco, con un escudo de los Fonseca y esculturas de los Doctores de la Iglesia, fue realizada por Diego de Romay en 1688. Entre la ornamentación de la fachada destacan unos enigmáticos dragones que algunos autores identifican con imágenes de inspiración maya.
La puerta da paso a un vestíbulo, con bóveda de crucería que separa a la izquierda el salón con artesonado mudéjar (Salón de Grados) antes usado como refectorio y la capilla gótica, obra también de Diego de Romay y utilizada actualmente como sala de exposiciones.
El patio está rodeado por un claustro, típicamente plateresco, obra de Gil de Hontañón. 
El conjunto fue catalogado como Bien de Interés Cultural en 1931.

## Usos posteriores del pazo

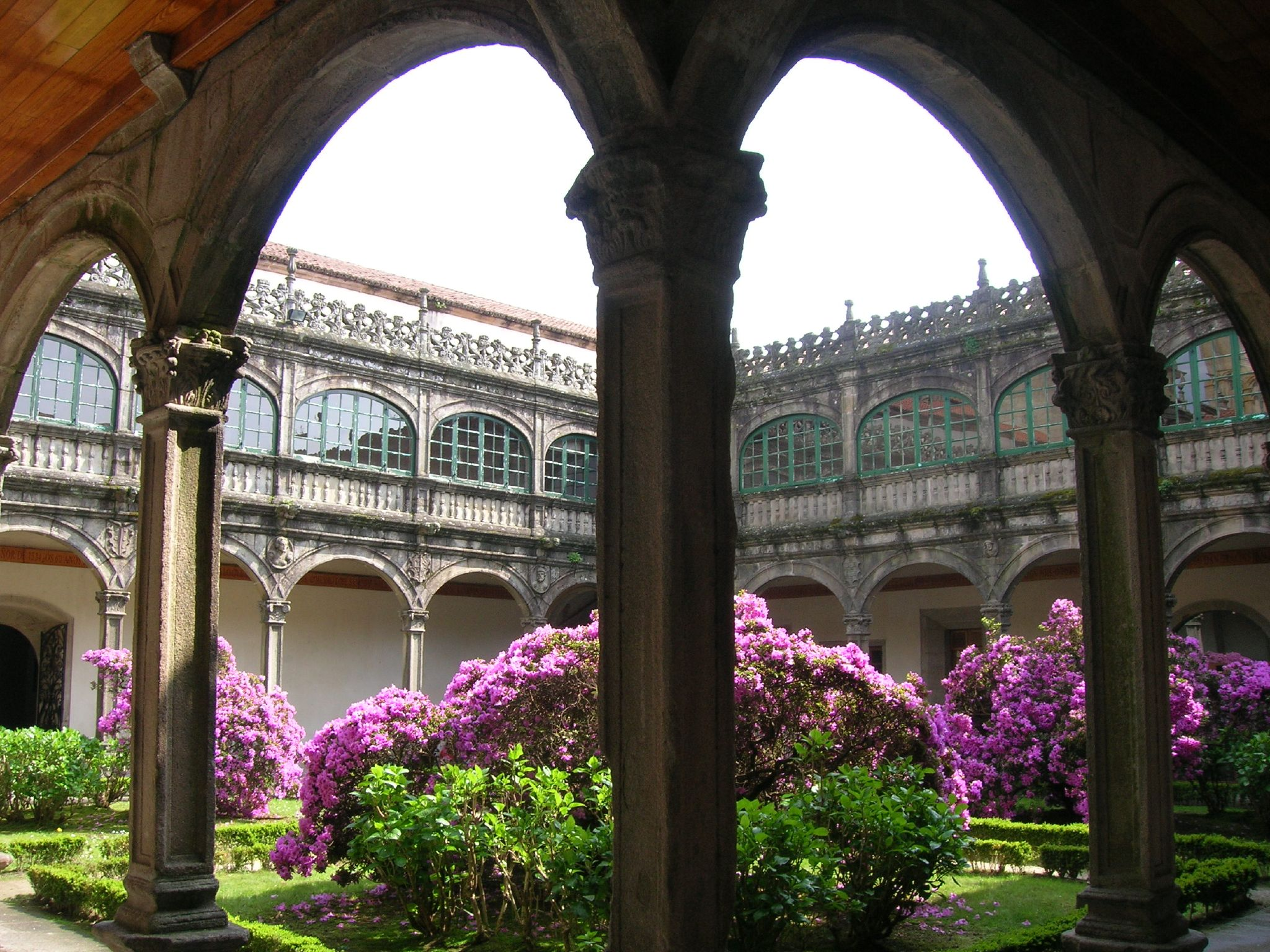
Claustro del Pazo de Fonseca.

El edificio tuvo diversos usos a lo largo de la historia.
- Colegio mayor
- Convento de la nobleza
- Hostal para campesinos y comerciantes
- Edificio de acogida de los católicos irlandeses, después de que su Colegio Mayor fuera destruido durante la guerra de la Independencia española.
- Seminario de Estudos Galegos
- Facultad de Medicina
- Facultad de Farmacia
- Facultad de Económicas (1971-1976)

Después del franquismo, en los primeros años de la autonomía de Galicia, el Salón Artesonado de Fonseca, hoy dedicado a exposiciones temporales, fue sede del Parlamento de Galicia, hasta su traslado al Pazo del Hórreo en 1989, su sede actual.
Actualmente el edificio se utiliza como Biblioteca General de la Universidad de Santiago de Compostela; y está unido al Palacio o Colegio de San Jerónimo o de San Xerome, rectorado de la misma Universidad, con fachada a la Plaza del Obradoiro.